# Rin'
Rin'  war eine J-Pop-Band, die traditionelle japanische Instrumente verwendete und traditionelle japanische Musik mit Elementen der modernen Popmusik kombinierte. Das Trio bestand aus drei Frauen. Das Studium an der Tōkyō Geijutsu Daigaku schlossen alle im Jahre 2003 ab. Das Debüt war im Dezember 2003, im Meguro Gajoen, der erste Single („Sakitama“) folgte im April 2004 bei Avex trax.

## Werdegang
Alle drei sangen. Zudem spielten Mana Yoshinaga und Chie Arai das Koto, das Shamisen und das Jushichi-gen, letzteres bezeichnet ein 17-seitiges Koto. Ein „normales“ Koto hat nur 13 Saiten. Tomoka Nagasu spielte die Biwa und die Shakuhachi.
Rin' als Wort soll vom englischen Wort ring, d. h. Ring kommen. Das japanische Wort wa ist die japanische Lesung von 輪, welches „Ring“ bedeutet, und sinojapanisch als rin gelesen wird, während wa in der Schreibweise 和 für das traditionelle Japan steht. Der Name basiert auf dem Wunsch, einen „Kreis traditionell japanischer Musik“ zu bilden.
Seit dem Debüt ist Rin' auf der ganzen Welt aufgetreten, es gibt mehrere Alben und Singles. Mehrere Lieder fanden in Anime und Realfilmen Verwendung.
Inland Sea, das wichtigste internationale Album erschien am 25. April 2006 in Europa und in den USA, am 30. August dann auch in Japan. Dabei gab es Gastauftritte von Lisa Loeb und Leigh Nash.
Am 13. Februar 2009, nach etwa 6 Jahren, entschieden die drei Japanerinnen Rin' aufzulösen.

## Mitglieder

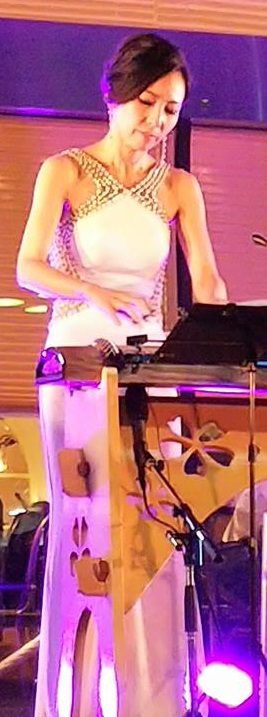
吉永真奈 (Mana Yoshinaga)

| Mitglieder - Mana Yoshinaga (吉永 真奈, Yoshinaga Mana; * 20. November 1979) - Tomoca Nagasu (長須 与佳, Nagasu Tomoka; * 22. Dezember 1980) - Chie Arai (新井 智恵, Arai Chie; * 10. Mai) | Instrumente Gesang, koto, shamisen, jushichi-gen Gesang, biwa, shakuhachi Gesang, koto, shamisen, jushichi-gen |

## Diskografie

### Alben
- 2004: Jikū (時空)
- 2004: Asuka (飛鳥)
- 2004: Rin’ Christmas Cover Songs: Seiya (~Rin’ Christmas Cover Songs~聖夜)
- 2005: Utage uta/Sakura Sakura (宴歌(うたげうた)/さくら さくら) (Livealbum)
- 2006: Inland Sea
- 2007: Genji Nostalgy (源氏ノスタルジー, Genji Nosutarujī)

### Singles
- 2004: Sakitama (Sakitama~幸魂~)
- 2004: Yachiyo no Kaze (八千代ノ風)
- 2005: Sakura Sakura (サクラ サクラ)
- 2005: Yume hanabi (夢花火)

### Videoalben
- 2004: Utage: Rin’ First Live Tour 2004 Jikū (歌宴: Rin' First Live Tour 2004 „時空“)

### Andere
- 2005: Rin’ feat. m.c.A・T –- Flashback (im Film Kamen Rider Hibiki & The Seven Senki verwendet.)
- 2005: Crossover Japan ’05 (CD/DVD)